# شهرستان هامبولت (نوادا)
شهرستان هامبولت یکی از شهرستان‌های ایالت نوادا است که در قسمت شمالی-شمال‌غربی این ایالت قرار دارد. با مساحتی ۲۵.۰۱۴ کیلومتری مربع، بر طبق آمارگیری سال ۲۰۱۰، جمعیت آن ۱۶.۵۲۸ نفر می‌باشد. همچنین از این شهرستان به عنوان قدیمی‌ترین شهرستان ایالت نوادا نام برده می‌شود.

## پیوند
- وب‌گاه رسمی